# Якименко, Владимир Львович
Владимир Львович Якименко (род. 1 ноября 1954, Москва) — русский писатель, литературный критик.

## Биография
Отец — Якименко, Лев Григорьевич — доктор филологических наук, профессор, прозаик, критик.
Окончил Филологический факультет МГУ (1976) и аспирантуру Литературного института имени А. М. Горького (1979). Кандидат филологических наук.
Преподавал на Факультете журналистики МГУ им. М. В. Ломоносова (кафедра литературно-художественной критики и публицистики; 1980—1999), в Портсмутском университете , Великобритания (1988—1990).
Работал в Русской службе Би-би-си (группа сценаристов радиосериала «Дом 7, подъезд 4», 1996—1998), в ООО «Радон-пресс» (просветительская деятельность в области радиационной безопасности 1997—2000); ОАО «ЛУКОЙЛ» (Департамент общественных связей 2000—2009); ООО R-Style (2010—2013).
Автор и ведущий телепередач «В поисках смысла» на телеканале ВКТ (2010—2013).
Печатал статьи, рассказы, повести, романы в газетах и журналах: Вопросы литературы, Литературное обозрение, Литературная учёба, Литературная Россия, Смена (журнал), Москва (журнал), Юность (журнал), Стрелец (журнал), Роман-газета, автор статей в Библиографическом словаре «Русские писатели 20 века»
Автор пьес: «Подъезд» (в соавторстве с Инной Туманян), 1985 г.; (поставлена более чем в 20-ти театрах, среди которых Кировский ТЮЗ, Челябинский ТЮЗ, реж. Виктория Мещанинова, Тульский ТЮЗ и др.); «Коридор», 1988 г.
Переводился на польский, болгарский, испанский языки.
В настоящее время — один из авторов идеи и разработчиков портала образовательных онлайн игр.

## Награды
Премия журнала «Юность» — вторая премия за дебютную повесть «Сочинение», 1981
Премия Издательства «Молодая гвардия» — премия издательства за дебютную книгу «Сочинение», 1985
Второе место в конкурсе Всемирной организации здравоохранения за просветительскую кампанию и телеролики, посвященные радиационной безопасности — Лондон, 1999.

## Критика
- П. Плохих. Остановиться… Задуматься… //Ленинское знамя: журнал. —1982. — 28 декабря.
- И. Чечельницкая. Сделать выбор// Семья и школа : журнал. — 1982. — № 5.
- Юрий Пиляр. «Сочинение» Владимира Якименко// Литературное обозрение: журнал. — 1982. — № 10.
- Требования времени. //Творческий отчет журнала «Юность»// Литературная газета. — 1983. — 18 мая.
- Шкловский, Евгений Александрович. «Сочинение» Владимира Якименко// Детская литература (журнал): — 1983. — № 5.
- Александр Сергиевский. Один на один с собой. «Подъезд» В. Якименко и И. Туманян в Кировском ТЮЗе// Советская культура — 1986. — № 68.
- Иван Панкеев. Почти о любви// Книжное обозрение: газета. — 1986. — № 48.
- Шкловский, Евгений Александрович. Проза молодых: герои, проблемы, конфликты. М.: Знание, 1986
- Александр Сергиевский. Театр задает вопросы// Детская литература: журнал. — 1987. — № 3.